# Helen Greiner
Helen Greiner (Londres, 6 de diciembre de 1967) es cofundadora de iRobot y actual CTO de CyPhyWorks, una compañía de reciente creación que se especializa en pequeños drones multi-rotor para usos domésticos, comerciales y militares.

## Educación y vida personal
Helen Greiner nació en Londres en 1967. Su padre había llegado a Inglaterra como refugiado de Hungría; posteriormente conoció a la madre de Helen en la Universidad de Londres. Cuando Helen tenía cinco años de edad, la familia se trasladó a Southampton, Nueva York, en los Estados Unidos.

Cuando tenía 10 años de edad, Greiner vio por primera vez la película Star Wars. En varias ocasiones, ha dicho que su inspiración para trabajar con robots fue el personaje de dicha película R2D2.
"Cuando tenía 11 años, fui al cine y vi a Star Wars y me enamoré de R2D2, porque tenía un carácter, una personalidad, una agenda para salvar el universo. Parecía más que una máquina. He estado intrigada con la construcción de cosas que son más que máquinas desde entonces".
Greiner se graduó del Instituto Tecnológico de Massachusetts en 1989, y ahí mismo obtuvo su maestría en 1990.

## Carrera
En 1990, junto con Rodney Brooks y Colin Ángulo, Greiner cofundó iRobot, una compañía de robótica con sede en Bedford, Massachusetts, la cual proporciona robots al industriales, domésticos y militares. Ella codiseñó la primera versión del iRobot Roomba.
Greiner se desempeñó como presidenta de iRobot (NASDAQ: IRBT) hasta 2004 y como presidenta del consejo de administración hasta 2008. Durante su administración, iRobot lanzó el Roomba, y los robots militares SUGV y PackBot. Ella instauró una innovadora cultura de entrega que permitió el despliegue de 6,000 PackBots para las fuerzas armadas de Estados Unidos. Además, Greiner encabezó el proyecto de financiamiento de iRobot, obteniendo $35 millones de dólares en capital de riesgo por una oferta pública inicial de $75 millones de dólares.
Ella también a trabajado en el Laboratorio de Propulsión a Reacción de la NASA y en el Laboratorio de Inteligencia Artificial del Instituto Tecnológico de Massssachusetts.
Actualmente, Helen Greiner es directora de tecnología (CTO) de CyPhy Works, donde desarrollan el PARC, un dron de reconocimiento aéreo que permite la comunicación de larga distancia de forma confiable. Asimismo, colabora con la Open Source Robotics Foundation (OSRF).

## Premios y reconocimientos
En 2014, Greiner fue nombrada Embajadora Presidencial para el Liderazgo Global (PAGE, por sus siglas en inglés) por el presidente de Estados Unidos, Barack Obama y el Secretario de Comercio de Estados Unidos, Penique Pritzker.
En 2008, Premio Mujeres con Visión del Instituto Anita Borg, quien reconoció su trabajo en iRobot. También ha sido nombrada por la revista Technology Review como uno de los "Innovadores del Próximo Siglo".
En 2007, Greiner fue incluida en el	Salón de la Fama de las Mujeres en Tecnología (WITI).
En 2006, recibió el Premio Pionera de la Asociación Internacional para el desarrollo de Vehículos No Tripulados (AUVSI, por sus siglas en inglés).
Ella recibió el premio DEMO God Award por la Conferencia DEMO.
En el 2005, fue nombrada la "Emprendedora del Año" por la revista Good Housekeeping y como una de las "Mejores Dirigentes de América" por la Escuela de Gobierno John F. Kennedy de la Universidad de Harvard.
En 2003, Greiner y el cofundador de iRobot, Colin Angle, fueron nombrados los "Nuevos Emprendedores del Año" por la organización Ernst y Young.
En 2003, Greiner fue incluida en el Top Ten de Innovadores por la revista Fortune.
En el 2000, Greiner fue incluida en la lista como Líder Global del Mañana por el Foro Económico Mundial.